# Doroyi (Zinder)
Doroyi (auch: Doroji) ist ein Dorf im Arrondissement Zinder V der Stadt Zinder in Niger.

## Geographie
Das von einem traditionellen Ortsvorsteher (chef traditionnel) geleitete Dorf befindet sich südlich des Stadtzentrums im ländlichen Gemeindegebiet von Zinder, der Hauptstadt der gleichnamigen Region Zinder. Zu den Nachbardörfern von Doroyi zählen Dan Brandia im Norden, Rimi Rimi im Nordosten, Baban Tapki im Süden und Angoual Géré im Westen.
Wie im gesamten Gemeindegebiet von Zinder herrscht das Klima der Sahelzone vor, mit einer durchschnittlichen jährlichen Niederschlagsmenge zwischen 300 und 400 mm.

## Bevölkerung
Bei der Volkszählung 2012 hatte Doroyi 460 Einwohner, die in 81 Haushalten lebten. Bei der Volkszählung 2001 betrug die Einwohnerzahl 275 in 49 Haushalten und bei der Volkszählung 1988 belief sich die Einwohnerzahl auf 182 in 27 Haushalten.

## Wirtschaft und Infrastruktur
Bei Doroyi verläuft die 980,9 Kilometer lange Nationalstraße 11 zwischen Algerien und Nigeria. Es gibt eine Schule im Dorf.